# Paris, Quận Kenosha, Wisconsin
Paris là một thị trấn thuộc quận Kenosha, tiểu bang Wisconsin, Hoa Kỳ. Năm 2010, dân số của thị trấn này là 1.471 người.